# Maria Farcaș
Maria Fărcaș (n. 1860, Seliște,Comitatul Arad – d. 1930, Câmpuri-Surduc, județul Hunedoara) a fost un deputat în Marea Adunare Națională de la Alba Iulia, organismul legislativ reprezentativ al „tuturor românilor din Transilvania, Banat și Țara Ungurească”, cel care a adoptat hotărârea privind Unirea Transilvaniei cu România, la 1 decembrie 1918 ,.Maria Farcaș este un nume cunoscut în domeniul medicinei din România.

## Biografie
S-a născut în familia Cojan, părinții ei fiind de profesie agricultori. A făcut școala primară în sat și mai apoi a urmat cursuri sanitare. În 1888 a fost numită moașă comunală în Câmpuri-Surduc, loc în care s-a stabilit și și-a întâlnit viitorul soț, țăranul Ioan Fărcaș. A fost activă atât în ceea ce privește profesia sa, cât și la nivelul vieții culturale. A fost coristă și membră a Reuniunii Femeilor Române din sat .  

## Activitatea politică
Ca deputat în Adunarea Națională din 1 decembrie 1918, Maria Fărcaș, împreună cu Eugenia Budoiu au fost delegate ale Reuniunii Femeilor Române din Câmpuri-Surduc .